# 油墩港
油墩港是中華人民共和國上海市青浦區與松江區的一條南北走向的河流，全長36.5千米，北至吳淞江，南至橫潦涇。油墩港系人工河，由松江區境內長約1.8千米的河流尤墩港開挖續建而成，後尤墩港又更名油墩港。1959年，松江縣疏浚油墩港，並將該河延伸，此時油墩港北至姚涇，南至黃浦江。1977年，青浦縣和松江縣開始分別開挖油墩港河段，1981年停工。1988年復工。1991年3月全面竣工。